# Hradčany, Nymburk
Hradčany là một làng thuộc huyện Nymburk, vùng Středočeský, Cộng hòa Séc.